# شرکت معدنی و صنعتی چادرملو
شرکت معدنی و صنعتی چادرملو اردکان، (به انگلیسی: Chadormalu Mining and Industrial Company) یا به‌اختصار CMIC، یک شرکت ایرانی ثبت‌شده در بورس اوراق بهادار تهران است، که در خردادماه سال ۱۳۷۱ معادل با ژوئن ۱۹۹۲ میلادی تأسیس شده است. این شرکت اکنون به دو بخش معدنی و صنعتی قابل تفکیک است که شرکت معدنی از مرحله استخراج سنگ تا تولید کنسانتره و بخش صنعتی از تولید گندله تا فولاد را شامل می‌شود.
مواد اصلی تولیدشده در شرکت معدنی چادرملو، شامل بیش از ده میلیون تن کنسانتره سنگ‌آهن و حدود یک میلیون و دویست هزار تن سنگ‌آهن دانه‌بندی شده برای کوره‌های بلند در سال است که در رونق اقتصاد کشور و صادرات به منطقهٔ خاورمیانه نقش بسزایی ایفا می‌کند. شرکت معدنی و صنعتی چادرملو یکی از بزرگ‌ترین تولیدکنندگان سنگ‌آهن در ایران است که با بهره‌برداری از واحدهای فولادی خود توانسته زنجیره تولید فولاد را از استخراج سنگ‌آهن تا نورد محصولات پایانی فولاد تکمیل کند.
با توجه به ارزش بازار دلار در ایران، این شرکت با درآمد ۲ میلیارد دلاری در سال ۱۳۸۶، به یکی از بزرگ‌ترین شرکت‌های فهرست شده در بورس اوراق بهادار تهران تبدیل شده است.

## تاریخچه شرکت
معدن کانسار چادرملو در سال ۱۳۱۹ به وسیله یک مهندس ایرانی به نام مهندس سبحانی و تحت نظارت زمین‌شناس آلمانی بنام کومل کشف گردید. پژوهش‌های نخستین زمین‌شناسی در بین سال‌های ۱۳۴۲ الی ۱۳۴۳ هجری خورشیدی، به حفر تونل‌های اکتشافی منجر شد. اکتشافات کلی منطقه و مغناطیس سنجی هوایی که از سال ۱۳۴۷ در مساحتی به وسعت ۴۰ هزار کیلومتر مربع آغاز شده بود منجر به ثبت ناهنجاری (Anomaly) مغناطیسی در کل منطقه بافق، ساغند و زرند کرمان گردید. اکتشافات تکمیلی در سال‌های ۱۳۵۷–۱۳۵۲ انجام شد.
بعدها کانسار چادرملو به عنوان یک طرح مستقل مورد توجه قرار گرفت، در سال ۱۳۶۲ مذاکره برای ادامه مطالعات و طراحی تفصیلی با شرکت LKAB سوئد آغاز شد که به نتیجه نرسید.
در سال ۱۳۶۵ مهندسین مشاور آلمانی شرکت E.B.E به منظور انجام مطالعات اولیه و طراحی تفصیلی انتخاب و قرارداد مهندسی فاز یک در سال ۱۳۶۵ و فازهای ۲ و ۳ در سال ۱۳۶۹ بین شرکت ملی فولاد ایران و مهندسین مشاور مذکور منعقد گردید. پس از انجام مطالعات فاز ۱ مشاور مزبور، با تأیید شرکت ملی فولاد ایران روش فرآوری سنگ آهن چادرملو را از طریق جداکننده میدان ضعیف، جداکننده مغناطیسی میدان قوی، فلوتاسیون کنسانتره هماتیتی به منظور کاهش فسفر و بازیابی آپاتیت (کنسانتره فسفر) انتخاب و طراحی تفصیلی را بر اساس این روش آغاز نمود.
به موازات فعالیت‌های مهندسی فوق، مجوز آغاز عملیات اجرائی در اواخر سال ۱۳۶۸ از طرف سازمان برنامه و بودجه وقت صادر و طرح به مورد اجرا گذاشته شد.

## مؤسسین و سهامداران
شرکت معدنی و صنعتی چادرملو در آغاز با سرمایه‌گذاری بانک سپه و شرکت ملی فولاد ایران تأسیس شد. اکنون نیز سهامداران شرکت عبارتند از: شرکت مدیریت سرمایه‌گذاری امید، سازمان توسعه و نوسازی معادن و صنایع معدنی ایران، شرکت سرمایه‌گذاری توسعه معادن و فلزات و سایر سهامداران بخش حقیقی و حقوقی.

## موضوع فعالیت شرکت
موضوع فعالیت شرکت عبارتست از: اکتشاف و استخراج و بهره‌برداری از معادن سنگ آهن و تولید کنسانتره از آن و تولید گندله، تولید سنگ آهن (لامپ اور) تولید محصولات فولادی، نصب و راه اندازی و نگهداری و تعمیرات و بازرسی فنی سرویس تجهیزات و ماشین آلات مورد نیاز شرکت، خرید و تهیه انواع و اقسام ماشین آلات و تجهیزات و تأسیسات و مصالح مورد نیاز برای انجام موضوع فعالیت شرکت، انجام خدمات مهندسی، مشاوره، آموزش مدیریت و فراهم نمودن دانش فنی از داخل یا خارج برای تحقق موضوع فعالیت شرکت.
مشارکت و سرمایه‌گذاری با اشخاص حقیقی و حقوقی و بانک‌ها و موسسات اعتباری داخلی و خارجی در سایر شرکتها و طرحهای معدنی و صنعتی، انعقاد قراردادهای پیمانکاری به منظور ارائه خدمات فنی و مهندسی و بهره‌برداری از معادن و فرآوری آن و مبادرت به کلیه امور بازرگانی از قبیل خرید و فروش، صادرات و واردات و کلیه امور عملیاتی که به‌طور مستقیم یا غیرمستقیم در جهت اجرای موضوع شرکت ضرورت داشته باشد. انتشار فروش اوراق قرضه و اوراق مشارکت وفق قوانین و مقررات مربوط مشارکت و سرمایه‌گذاری در ایجاد شرکت‌های جدید در داخل و خارج از کشور و هر نوع خرید و فروش سهام اوراق بهادار، اخذ تسهیلات مالی و خدماتی از بانکها و موسسات اعتباری غیر بانکی طبق قوانین و مقررات مربوط، انجام هر نوع عملیات و معاملات که برای حصول به مقاصد شرکت ضروری باشد.

## هیئت مدیره چادرملو
در حال حاضر محمود صلاحی، فرید دهقانی، سعید مستشار و رضا حیدری، اعضای هیئت مدیره شرکت چادرملو هستند و فرید دهقانی، مدیرعاملی این شرکت را بر عهده دارد.

## محصولات
- کنسانتره سنگ آهن به مقدار ده و نیم میلیون تن در سال
- سنگ آهن دانه بندی شده (درشت دانه و ریزدانه) به مقدار یک میلیون و دویست هزار تن در سال
- کنسانتره آپاتیت به مقدار ۱۴۰ هزار تن در سال
- فولاد به ظرفیت تولید ۱٫۳ میلیون تن در سال

## اشتغال‌زایی
بر اساس اظهارات مصطفی پوردهقان اردکانی
، نماینده اردکان در مجلس، این شرکت باعث اشتغال‌زایی برای ۴۲ هزار نفر شده است.

## شرکت‌های زیر مجموعه

### کارخانه گندله‌سازی
کارخانه گندله‌سازی چادرملو با ظرفیت تولید سالانه ۳/۴ میلیون تن گندله از کنسانتره سنگ آهن در ۲۵ کیلومتری غرب جاده اردکان-نایین در زمینی به مساحت ۷۸۰ هکتار احداث گردیده است. محصول این کارخانه ماده اولیه اصلی برای تولید آهن اسفنجی است که با استفاده از روش احیا در تولید شمش فولادی به کار می‌رود.
گندله سازی حلقه واسط میان معدن سنگ آهن و کارخانجات تولید فولاد می‌باشد و لذا احداث این کارخانه شرکت معدنی و صنعتی چادرملو را در توسعه و تکمیل زنجیره تولید فولاد به پیش هدایت نموده است.

#### مزایای تولید گندله برای شرکت معدنی و صنعتی چادرملو
- ارزش افزوده بالای این محصول و تقاضای پر کشش آن در داخل کشور و در منطقه
- تضمین تأمین مواد اولیه از محل کنسانتره تولیدی در کارخانه کنسانتره چادرملو
- صرفه جویی در هزینه‌های تولید

### کارخانه احیای مستقیم مگامدول چادرملو
محصول تولیدی این کارخانه آهن اسفنجی سرد و گرم با ظرفیت تولید ۱/۵۵۰/۰۰۰ تن در سال می‌باشد که این رقم قابل ارتقاء تا ۱/۷۰۰/۰۰۰ تن در سال می‌باشد. مبلغ سرمایه‌گذاری برای اجرای این طرح در حدود ۴ هزار و ۶۵۰ میلیارد ریال می‌باشد و کاربرد محصول آن بعنوان ماده اولیه در صنایع ذوب و ریخته‌گری فولاد کاربرد دارد. تاریخ آغاز عملیات اجرایی اسفند ۱۳۹۱ بوده و آغاز به کار آن در دی ماه ۹۷ می‌باشد.

### کارخانه شمش فولادی چادرملو
فعالیت‌های کارخانه شمش فولادی چادرملو از سال ۱۳۹۵ آغاز گردیده و ظرفیت تولید سالیانه ۱ میلیون تن شمش‌های فولادی (بلوم/بیلت) را دارد که قابل ارتقا تا ۱ میلیون و ۳۰۰ هزار تن نیز می‌باشد.
مبلغ سرمایه‌گذاری در این کارخانه ۱۲ هزار و ۵۴ میلیارد ریال بوده و عملیات طراحی مهندسی و آماده‌سازی زمین آن از مرداد ۱۳۸۹ آغاز و آغاز عملیات اجرایی این طرح مهر ۱۳۸۹ بوده است.

### نیروگاه سیکل ترکیبی چادرملو
نیروگاه سیکل ترکیبی ۵۰۰ مگاواتی چادرملو برای تأمین برق این مجتمع از سال ۱۳۸۸ کلید خورد و در دو فاز در سال ۱۳۹۳ راه اندازی شد.

## سرمایه شرکت
سرمایه کنونی شرکت مبلغ ۳۷۵ هزار میلیارد ریال می‌باشد.

### مشارکت در سهام سایر شرکت‌ها
- شرکت آهن و فولاد ارفع
- شرکت آهن و فولاد غدیر ایرانیان
- شرکت صنایع آهن و فولاد سرمد ابرکوه
- شرکت کاوند نهان زمین بمیزان
- شرکت نوین الکترود
- شرکت احداث صنایع و معادن سرزمین پارس (پامیدکو)
- شرکت تأمین سرمایه امید
- شرکت فولاد شاهرود

### مشارکت در تأمین و انتقال آبخلیج فارس
چادرملو یکی از شرکت‌های بزرگی است که در طرح انتقال آب از خلیج فارس به مناطق مرکزی کشور به میزان ۲۲٪ مشارکت دارد.
این پروژه از بندرعباس تا اردکان و در ۳ فاز اجرایی می‌شود که فاز اول آن خط انتقال آب به طول ۲۹۲ کیلومتر از بندرعباس تا گل‌گهر سیرجان، فاز دوم از گل‌گهر تا مس سرچشمه در رفسنجان به طول ۱۳۶ کیلومتر و فاز سوم از مس سرچشمه تا معدن سنگ‌آهن چادرملو به طول ۳۰۷ کیلومتر است. سرمایه‌گذاری اولیه بالغ بر ۶٬۴۰۰ میلیارد ریال است.